# Гектор Барбосса
Ге́ктор Барбо́сса (Hector Barbossa) — один из главных героев киносерии «Пираты Карибского моря». В первой части Гектор является главным антагонистом, однако в остальных он становится положительным персонажем (выступает в роли антигероя) и помогает Капитану Джеку Воробью бороться против Дейви Джонса, Лорда Катлера Беккета, Чёрной Бороды и Салазара. Роль Барбоссы исполняет австралийский актёр Джеффри Раш. Собственное имя Барбоссы — Гектор — впервые произносит Джек Воробей в третьей части франшизы.

## Биография

### До событий фильма «Проклятие „Чёрной Жемчужины“»
Информация о детстве и юности Барбоссы были раскрыты актёром Джеффри Рашем, который придумал предысторию для персонажа, чтобы изобразить его более убедительно. По словам Раша, Барбосса родился у обедневшей ирландской дворянки от неизвестного отца и был родом из Уэст-Кантри в Англии, факт, который также выводится Джеком Воробьём, основанный на его акценте в Цене Свободы. Стремясь избежать жизни в нищете, он убежал из дома в возрасте 13 лет, чтобы продолжить жизнь как моряк. Сначала Барбосса хотел быть честным моряком на торговом флоте, но, увидев величие кают капитанов на кораблях, на которых он служил, он понял, что человек никогда не может позволить себе такой образ жизни, оставаясь честным моряком и вместо этого он выбрал пиратскую жизнь.
Гектор Барбосса был старпомом капитана Джека Воробья на «Чёрной жемчужине». После того, как капитан Джек Воробей рассказал о том, что он знает, где находится древнее ацтекское золото, команда корабля учинила бунт и Джека высадили на необитаемый остров, оставив ему только его компас, саблю и пистолет с одной пулей. После этого Барбосса, став капитаном со своей командой нашёл ацтекский клад. Но оказалось, что эти богатства — «кровавая дань», которую ацтеки выплатили Кортесу за своего царя Монтесуму, а после того как Монтесума был убит, жрецы прокляли сокровища именами своих языческих божеств. Барбосса и вся команда «Чёрной жемчужины» были обречены стать вечно живыми мертвецами, которых нельзя убить, но и которые не чувствуют ни вкуса пищи, ни дуновения морского ветра, ни тепла женского тела. Лишь при лунном свете видна их истинная сущность полуистлевших трупов. Они выясняют, что проклятие можно снять, лишь вернув всё золото и пожертвовав богам ацтеков кровь всех членов команды. Но к тому времени они уже отправили на дно «Прихлопа» Билла, за то что тот был не согласен с бунтом против Джека. И к тому же послал одну из 663 золотых бляшек своему сыну Уильяму. В течение следующих десяти лет команда бессмертных мертвецов бороздила воды Карибского моря, возвращая все сокровища, которые успела потратить до осознания проклятия.

### Пираты Карибского моря: Проклятие «Чёрной жемчужины»
Барбосса — капитан корабля «Чёрная жемчужина» — в начале фильма прибывает в Порт-Рояль в поисках утерянного медальона. Пираты нападают на город и находят медальон у
Элизабет Суонн, дочери губернатора. Ее приводят на корабль и подводят к Барбоссе. Опасаясь, что ее могут похитить ради выкупа, Элизабет называется чужой фамилией — Тёрнер. Она предлагает Барбоссе медальон, а взамен требует, чтобы он остановил нападение на город и больше не возвращался. Барбосса соглашается на сделку, но отпускать Элизабет отказывается. Он приглашает ее за стол, где рассказывает о происхождении медальона. Зрители узнают, что десять лет назад Барбосса нашел клад на Исла-де-Муэрта (исп. Isla de Muerta — остров Мёртвых) — сундук с золотом ацтеков. Вместе с командой он принялся тратить его на алкоголь и развлечения, но вскоре почувствовал, что ничего не может доставить ему удовольствие. От еды он и его команда ощущали лишь привкус тлена во рту, всё, что они могли чувствовать — только боль и мучения. Это проклятье не давало им умереть, но в то же время не позволяло им полноценно жить. В течение следующих 10 лет Барбосса вместе с командой искали ацтекские медальоны, чтобы провести ритуал снятия проклятья. Этот ритуал обязывал вернуть все медальоны до единого и обагрить их кровью каждого, кто взял их из сундука. Закончить ритуал мешало то, что один из пиратов — Прихлоп Билл — пропал без вести, перед этим отослав медальон своему сыну Уильяму Тёрнеру. Барбосса не знал о сыне и решил, что Элизабет, назвавшаяся фамилией Тёрнер, и была дочерью Прихлопа Билла. Барбосса везет ее на Исла-де-Муэрта. На острове он встречает старого знакомого — капитана Джека Воробья, который привел с собой и Уилла Тернера. В обмен на корабль, Джек предлагает Барбоссе назвать имя настоящего сына Прихлопа, но Уильям выдает себя до того, как они заключают сделку. Угрожая убить себя, Уильям заставляет Барбоссу отпустить Элизабет, в ответ сдаваясь пиратам. Барбосса соглашается и выкидывает Элизабет, а заодно и Джека за борт. Но их спасает капитан Норрингтон, которого они убеждают отправиться на спасение Уилла.
В конце фильма завязывается бой между Воробьём и Барбоссой. Уилл режет себе руку, проливая кровь на один из медальонов. Проклятие уже снято — и Гектор Барбосса умирает от пули, выпущенной капитаном Джеком Воробьем.

### Пираты Карибского моря: Сундук мертвеца
В конце фильма зрители видят живого Барбоссу, который намерен спасти капитана Джека Воробья, угодившего в пасть Кракена.

### Пираты Карибского моря: На краю света
В третьем фильме Барбосса является одним из главных персонажей. Он помогает Уиллу Тёрнеру и Элизабет Суонн спасти капитана Джека Воробья из ловушки Дейви Джонса, чтобы Воробей смог отдать свой песо, который нужен для того, чтобы освободить богиню Калипсо, ведь Гектор считает, что она им поможет в борьбе против Дейви Джонса и Катлера Бекетта, если они освободят её.
В конце Барбосса вновь уводит корабль у капитана Джека Воробья, однако обнаруживает, что главная часть древней китайской карты, на которой указаны пути на край света и к источнику вечной молодости, пропала, заранее вырезанная Джеком.

### Пираты Карибского моря: На странных берегах
В четвёртой части Барбосса предстаёт перед нами как слуга короля Георга II, причём уже без одной ноги. Впоследствии он возглавит экспедицию к святому источнику, но как окажется, не ради бессмертия. Во время их с Джеком вылазки в испанский лагерь он рассказывает, как потерял ногу. На него напал Чёрная Борода, забрав себе «Жемчужину». Также Гектору пришлось отрубить себе ногу, дабы освободиться от верёвки, которая схватила его за ногу по приказу Тича. Всё, что двигало им всё это время — месть Чёрной Бороде (ведь на счету Чёрной Бороды — много погибших, пропавших без вести и заранее спасшихся пиратов, которые были на «Жемчужине» после того когда Джек лишился корабля). Ради этого он смазал свою саблю специальным ядом, который при малейшем порезе проникает в кровь человека и убивает его через несколько минут, так как обыкновенным оружием Чёрную Бороду убить невозможно. В конце концов, Барбосса настиг Чёрную Бороду около священного источника и началась схватка. Тич почти одолел Барбоссу, но тут его спасли общие враги — к источнику вломились испанцы. Воспользовавшись тем, что они отвлекли внимание Чёрной Бороды, он совершил свою месть, забрав после, в уплату за утраченную ногу, волшебный палаш Чёрной Бороды и его корабль с командой, тем самым став новым капитаном корабля «Месть Королевы Анны», и уплыв на Тортугу. Также Джек Воробей встречается с его мартышкой, которая находилась в бутылке вместе с «Чёрной Жемчужиной».

### Пираты Карибского моря: Мертвецы не рассказывают сказки
Через несколько лет после событий четвёртой части Барбосса стал хозяином нескольких кораблей. У него есть много богатств, он оделся в дорогую одежду. Но его жизнь изменилась, когда на его корабли начали нападать мертвецы. Когда на его последний корабль, «Месть королевы Анны», нападает капитан Салазар со своими призрачными матросами, Барбосса просит пощадить его, а в обмен он обещает привести мертвецов к Джеку, мотивируя тем, что Джек — его главный враг. Добравшись до острова, на котором спрятался Воробей, Барбосса вызывается выманить его. При первой встрече Джек называет Гектора своим лучшим другом. Барбосса срывает позорную Воробью свадьбу с сестрой Борова и с помощью меча Чёрной Бороды ему удаётся вернуть «Жемчужине» её прежний размер, но тут же даёт Джеку понять, что на корабле будет один капитан. На корабле он осознаёт, что Карина Смит — его дочь (он однажды встретился с одной дамочкой, и сам того не ведая, заделал ребенка, а после того, как мать Карины скончалась, оставил её на пороге приюта с дневником, украденным задолго до её рождения лишь бы «погасить мрак разлуки», но не зная что она при этом начала учить науку). После уничтожения трезубца Посейдона Барбосса спускается на якоре в разлом, чтобы спасти Джека, Карину и Генри. Карина успевает понять, что Гектор — её отец. Барбосса жертвует собой, спрыгнув с якорной цепи и сбросив с неё преследующего всех Салазара. После его смерти команда Барбоссы (в том числе и его мартышка Джек) признают Воробья капитаном, а Карина говорит, что её фамилия — Барбосса.

## Характеристика
В короткометражном фильме «Становление Барбоссы» на «Lost Disc» Джеффри Раш кое-что рассказал об истории своего героя. Семья Гектора была бедной, и он убежал из дома в тринадцать лет. Он пошел в море, и, видя насколько хорошо жили офицеры и капитаны, решил сам стать капитаном. Сначала он хотел быть честным моряком, но быстро осознал, что пиратство является более простым и прибыльным делом.
В фильме «На краю света» Гектор Барбосса раскрывается как один из девяти баронов пиратского братства. Он пиратский барон Каспийского моря, однако до присоединения к команде капитана Джека Воробья, за тринадцать лет до событий первого фильма, пребывал в других водах. Противоречия между фильмами объясняются в романе «Пираты Карибского моря: Цена свободы», где Гектор получает символ власти от русского пиратского барона Бори Палачника, который потопил корабль Гектора в прошлом. Так Барбосса стал новым бароном Каспийского моря («Пираты Карибского моря: Цена свободы», глава вторая).
Согласно аудиокомментариям в DVD-издании трилогии фильмов, Гектор считается одним из лучших фехтовальщиков в Карибском море. Во владении клинком Барбосса находится наравне с Джеймсом Норрингтоном, не уступает и Уиллу Тёрнеру. Своё мастерство Гектор показывает в битве с Джеком Воробьём и в финальной битве команды «Жемчужины» с экипажем «Летучего Голландца» в огромном водовороте. Когда Барбосса, обвинённый своими подчинёнными в первом фильме, в гневе выхватил саблю, никто не решился пойти на него, даже с учётом многократного численного перевеса. Впрочем, возможно, сражаться пиратам тогда не было смысла, поскольку они все являлись бессмертными. Победить Барбоссу смог только Джек Воробей, но и он применил в основном хитрость, а в конце использовал пистолет. Согласно комментариям Джеффри Раша, Гектор Барбосса, возможно, тренировался с клинком с тринадцати лет. Возможно, потеряв ногу, Гектор стал хуже фехтовать, из-за чего пират Чёрная Борода почти победил его, но в итоге всё же умер от рук Барбоссы. Есть также предположение, что вследствие своей неуверенности в победе Барбосса использовал смертельный яд на клинке, сразившем Бороду, но основная причина всё же одна — Гектор желал, чтобы его враг умирал медленной и мучительной смертью.
В финальной битве третьей части, перед входом в воронку, Элизабет Суонн называет Барбоссу «лучшим рулевым», что тот подтверждает на словах и на деле. Умело справляясь с кораблём на краю воронки, он одновременно сражался с проникшими на борт членами экипажа «Летучего Голландца».

### Внешность и характер
Барбосса известен многими привычками, относящимися в основном к личным предпочтениям. Одно из таких предпочтений — любовь к умеренно яркому внешнему виду. Гектор очень внимателен к своему внешнему виду, он носит тёмное кожаное пальто и такого же цвета огромную широкополую шляпу, украшенную страусовыми и фазановыми перьями. Кнопки на его пальто изготовлены из серебра инков. Когда Гектор служил на «Чёрной жемчужине», капитан корабля Джек Воробей часто придирался к моде своего старшего помощника («Пираты Карибского моря: Цена свободы»). На службе королю Барбосса облачён в форму английского офицера. Барбосса питает страсть и к зелёным яблокам, что также стало его особой отличительной чертой. Будучи капитаном «Чёрной жемчужины», Гектор имел в собственной каюте целое блюдо с этими фруктами, не изменял он привычке и после становления офицером, съедая яблочные дольки на завтрак. Как пират, Барбосса любил и ром. Лишившись ноги во время битвы с Чёрной Бородой, он прятал в деревянной ноге бутыль с ценным напитком.
Гектор начал конкурировать с Джеком Воробьём ещё тогда, когда пришёл на «Чёрную жемчужину». Постоянно критикуя своего капитана за те или иные поступки, Барбосса начал задумываться о мятеже. Так Воробей был свергнут им, однако спустя десять лет они вновь встретились. В отличие от Джека, Гектор, будучи более решительным и прямым, не сбегает с поля боя и, возможно, поэтому лучше справляется с капитанской должностью, в то время как Воробей заботится лишь только о своей «шкуре». Однако Барбосса при всём своём опыте не настолько удачлив и не так изобретателен и хитроумен как Джек, качества которого часто спасали «Чёрную жемчужину» и её команду. Так Джек обманул и перехитрил своего врага, после чего выпустил предназначенную ему пулю и убил Барбоссу. Но вражда обоих пиратов не прекращалась и после смертей обоих, поскольку и Джек, и Барбосса возвращались с Того Света. Лишь в некоторые моменты пираты, движимые одной целью, забывали о вражде, делились философскими мыслями и душевными переживаниями и сражались бок о бок.
У Барбоссы есть ручная обезьянка по имени Джек, названная так с целью поиздеваться над Воробьём. Зверёк очень умный, Барбосса привязан к нему — они оба понимают друг друга с полуслова.
Гектор Барбосса — умудрённый опытом пират и способный капитан. Он столь же безжалостен, сколь и справедлив, его поступки можно расценивать с разных сторон. Отдавая бессердечные приказы на убийства невинных и на разграбление городов, Барбосса в то же время помнит и чтит кодекс пиратов. Будучи живым мертвецом вместе с другими членами команды «Чёрной жемчужины», он из-за проклятья не ощущал ничего и, мучаясь из-за этого, стремился любыми средствами снять проклятье. Также Барбосса злопамятен и мстителен. Лишённый корабля из-за людей барона Бори Палачника, но не зная имени их лидера, он не прекращал попыток выявить этого человека. Потеряв ногу и «Жемчужину» из-за Чёрной Бороды, Барбосса даже поменял свои приоритеты, оставил кодекс и пиратство, вражду с Джеком, пошёл на службу английскому королю, и всё лишь ради мести Чёрной Бороде.
В пятом фильме выясняется, что Карина Смит — дочь Барбоссы. Кроме того, Гектор способен на самоотверженный поступок. Это доказывается, когда он жертвует собой, давая возможность Джеку, Генри и Карине уйти.

## Другие появления
- В 2006 году аниматроник в обличии Гектора Барбосса (вместе с капитаном Джеком Воробьем) был добавлен в парке развлечений Диснея, где он выступает в роли капитана «Злой девки».
- Гектор Барбосса (вместе с еще одним членом экипажа «Черной жемчужины») изображен на обложке номера 71 «Piraten» из серии «WAS IST WAS», немецкой серии книг «Знания», предназначенной для детей и подростков[4].
- Барбосса был представлен почти во всех компьютерных играх по фильмам «Пираты Карибского моря», а именно: Пираты Карибского моря, Pirates of the Caribbean: The Curse of the Black Pearl, Pirates of the Caribbean: The Legend of Jack Sparrow, Pirates of the Caribbean: At World’s End, Pirates of the Caribbean Online и Lego Pirates of the Caribbean, в разных ролях. Также Гектор Барбосса появляется как злодей в «Kingdom Hearts II». В игре его роль скопирована и вставлена из фильма. Из-за съёмок двух продолжений, что привело к недоступности Джеффри Раша, Гектор Барбосса был озвучен Брайаном Джорджем в английской версии и Дзё, Харухико в японской версии. Барбосса был одним из оригинальных персонажей, доступных в видеоигре «Бесконечность Диснея», выпущенной в августе 2013 года. Он вернётся в «Kingdom Hearts III», повторив свою роль в третьем фильме и снова будет озвучен Брайаном Джорджем.
- NECA создала на основе данного персонажа игрушечные фигурки. Он появляется в первой волне фигур «Проклятие черной жемчужины» в его человеческом облике; эта же фигурка была переиздана в рамках четвёртой волны игрушек «Сундук мертвеца». Проклятая форма Барбоссы была выпущена в виде бокс-сета, в котором Джек Воробей также выглядел мертвецом, из-за сундука с проклятым золотом. Затем он также был выпущен в линию «На краю света». Тем не менее, он не продавался с Джеком Воробьём, который был выпущен в образе набора вместе с Марти[5].

## Критика и отзывы
- Барбосса номинировался на премию MTV Movie в категории лучший злодей, став пятым персонажем Disney, который номинировался на эту премию.[источник не указан 2847 дней]
- Барбосса получил 13 место в списке лучших фэнтези-злодеев по версии IGN[6].